# Хиллерслебен
Хиллерслебен (нем. Hillersleben) — деревня в Германии, в земле Саксония-Анхальт, входит в район Бёрде в составе коммуны Вестхайде, подчиняющейся управлению Эльбе-Хайде.
Население составляет 808 человек (на 31 декабря 2008 года). Занимает площадь 15,25 км².

## История
В X веке был построен монастырь Хиллерслебен, а первое упоминание о поселении относится к XI веку.
До 1 января 2010 года, Хиллерслебен образовывал собственную коммуну, но после проведённых реформ, вместе с Борном и Нойенхофе вошёл в состав новой коммуны Вестхайде.

## Галерея
- Монастырь Хиллерслебен
- Улица, ведущая к монастырю